# راسل وستبروك
راسل وستبروك الثالث (بالإنجليزية: Russell Westbrook III؛ من مواليد 12 نوفمبر 1988) هو لاعب كرة سلة أمريكي محترف في يوتا جاز من الرابطة الوطنية لكرة السلة (NBA). عضو في فريق إن بي أي الذكرى 75، وتم اختياره في إن بي أي أول-ستار تسع مرات وحصل على جائزة إن بي أي اللاعب الأكثر قيمة (MVP) لموسم 2016–2017. وهو أيضًا عضو في فريق أول-إن بي أي تسع مرات، وقاد الدوري في إحراز النقاط في 2014–15 و 2016–17، وفاز بجوائز أفضل لاعب في مباراة إن بي أي أول-ستار بشكل متتالي في عامي 2015 و 2016.
في عام 2017، وهو العام الذي فاز فيه بجائزة أفضل لاعب في الدوري، أصبح وستبروك واحدًا من لاعبين اثنين في تاريخ الدوري الأمريكي للمحترفين بمعدل ثلاثة أضعاف لموسم واحد، جنبًا إلى جنب مع أوسكار روبرتسون في عام 1962. كما أنه سجل رقمًا قياسيًا لأكبر عدد من الثلاثيات في موسم واحد (42). لقد حقق في المتوسط ثلاثة أضعاف في الموسمين التاليين بالإضافة إلى قيادة الدوري في التمريرات الحاسمة وأصبح أول لاعب يقود الدوري في النقاط ويساعد في مواسم متعددة. في 2020–21، حقق وستبروك متوسط مضاعفة ثلاثية للمرة الرابعة في خمسة مواسم، وتجاوز روبرتسون في أكثر مهنة ثلاثية الزوجي في تاريخ الدوري الاميركي للمحترفين.
لعب وستبروك كرة السلة الجامعية في فريق بروينز لجامعة كاليفورنيا لوس أنجلوس وحصل على مرتبة الشرف في جميع المؤتمرات من الفريق الثالث في باك-10. تم اختياره مع الاختيار العام الرابع في مسودة الدوري الأمريكي للمحترفين لعام 2008 من قبل فريق سياتل سوبرسونيكس، الذي انتقل بعد ذلك إلى أوكلاهوما سيتي في نفس الأسبوع. مثل وستبروك المنتخب الوطني للولايات المتحدة مرتين، وفاز بالميداليات الذهبية في بطولة العالم لكرة السلة لعام 2010 وأولمبياد 2012. في عام 2019، تم تداوله مع فريق هيوستن روكتس، حيث لعب موسمًا واحدًا مع المنظمة قبل أن يتم تداوله مرة أخرى في واشنطن ويزاردز في عام 2020. بعد موسم في واشنطن، تم تداوله مع ليكرز.

## حياة سابقة
ولد وستبروك في لونغ بيتش، كاليفورنيا، لوالديه راسل وستبروك جونيور وشانون هورتون. لديه أخ أصغر اسمه رينارد. نشأ في هوثورن، كان وستبروك وصديقه المقرب كيلسي بارز الثالث يأمل في الذهاب إلى جامعة كاليفورنيا واللعب معًا. في مايو 2004، توفي بارز من تضخم في القلب خلال مباراة عشوائية صغيرة.

## الملف الشخصي للاعب

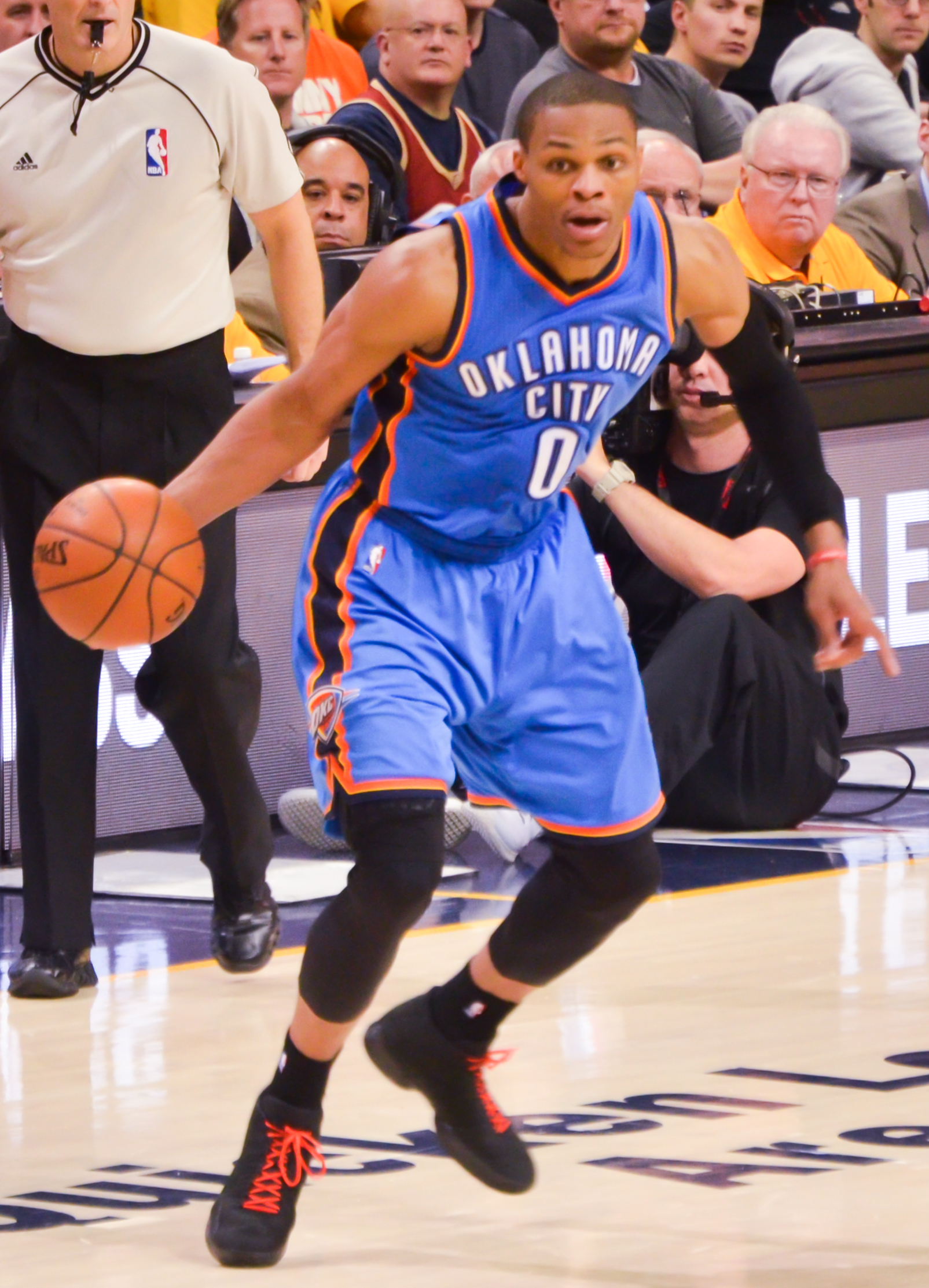
مراوغة وستبروك في عام 2015

يقف عند 6 قدم 3 بوصة (1.91 م) طويل ووزنه 200 رطل (91 كـغ)، وستبروك هو حارس أساسي أثبت نفسه كواحد من أكثر اللاعبين رياضيين في تاريخ الدوري الأمريكي للمحترفين. كما أنه معروف على نطاق واسع باللعب بمستوى عالٍ من الشدة وقدرته على الحفاظ على هذه الكثافة لغالبية وقت لعبه. غالبًا ما يسعى وستبروك إلى دفع وتيرة اللعبة للحصول على نقاط الانتقال ومهاجمة السلة. على الرغم من أن مهاجمة الحافة هي موطن قوته، إلا أنه كثيرًا ما ينسحب من أجل تسديدات القفز متوسطة المدى. إنه يخلق بانتظام فرصًا جيدة للتسجيل لزملائه في الفريق، مما أدى إلى حصوله على أكثر من ثماني تمريرات حاسمة في كل مباراة في مسيرته.
يُعرف وستبروك على نطاق واسع بأنه أحد أفضل اللاعبين الشامل في الدوري الأمريكي للمحترفين. اعتبارًا من 10 مايو 2021، فإن ثنائياته الثلاثية التي يبلغ عددها 182 في الموسم العادي هي الأكثر في تاريخ الدوري الأمريكي للمحترفين، وتعادل 10 مرات في التصفيات الثلاثية الزوجي في المركز الرابع على الإطلاق. لديه أكبر عدد من الكرات المرتدة في تاريخ الدوري الأمريكي للمحترفين بين الحراس الذين يبلغون 6'3" أو أقصر.
غالبًا ما يتم لفت الانتباه إلى تسديد وستبروك ذي النقاط الثلاث وتحولاته عندما ينتقد النقاد لعبته. بلغ متوسطه 30٪ في محاولات الأهداف الميدانية من ثلاث نقاط و 3.9 معدل دوران في لعبة مسيرته. لديه أسوأ نسبة ثلاث نقاط في تاريخ الدوري الأمريكي للمحترفين للاعبين الذين لديهم أكثر من 2,500 محاولة من ثلاث نقاط. كما تعرض في الماضي لانتقادات بسبب «تفكيره المنفرد» وصعوبة التعاون معه.

## مسيرة المنتخب الوطني

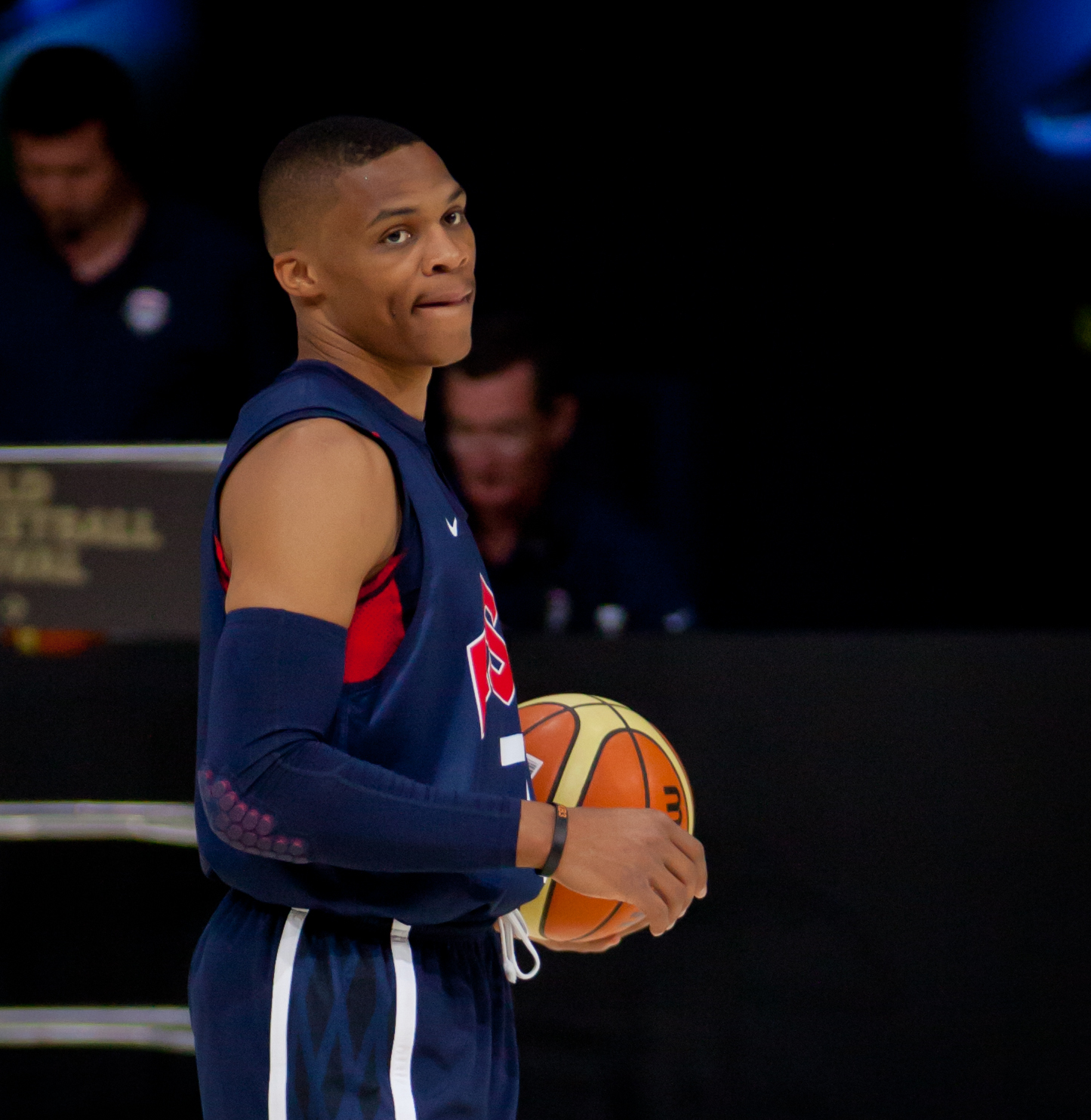
وستبروك مع فريق الولايات المتحدة في عام 2012

في عام 2010، تم اختياره لفريق بطولة العالم لكرة السلة في إسطنبول، تركيا. في فريق بدون عضو واحد من فريق الميدالية الذهبية الأولمبية لعام 2008، كان وستبروك يعتبر نجماً في الفريق. اعتمد فريق 2010 بشكل كبير على تشكيلة صغيرة، وأنهى وستبروك في المراكز الخمسة الأولى على الفريق في دقائق لكل مباراة، وأعلى ثلاثة في النقاط ومساعدة في كل مباراة. ذهب فريق الولايات المتحدة 9-0 ليفوز بأول بطولة عالمية له منذ 1994. أهل الفوز تلقائيًا فريق الولايات المتحدة الأمريكية لدورة الألعاب الأولمبية لعام 2012 في لندن، وتفوقوا على الأرجنتين في الترتيب العالمي رقم 1.
تم اختيار وستبروك أيضًا للعب للفريق الأولمبي الصيفي لعام 2012 في لندن، حيث فاز بميدالية ذهبية ثانية. رفض دعوة للانضمام إلى فريق 2016 الأولمبي.

## حياة شخصية
لدى وستبروك وزوجته ثلاثة أطفال: ابن واحد وبنتان توأم.
يرتدي وستبروك سوار معصم "KB3" ويحمل "KB3" على حذائه تكريماً لصديق طفولته كيلسي بارز الثالث. في عام 2012، بدأ مؤسسة راسل وستبروك لماذا لا؟، التي تروج للتعليم المجتمعي وبرامج خدمة الأسرة مع دفع الشباب إلى الثقة بالنفس.

## إحصائيات المهنة

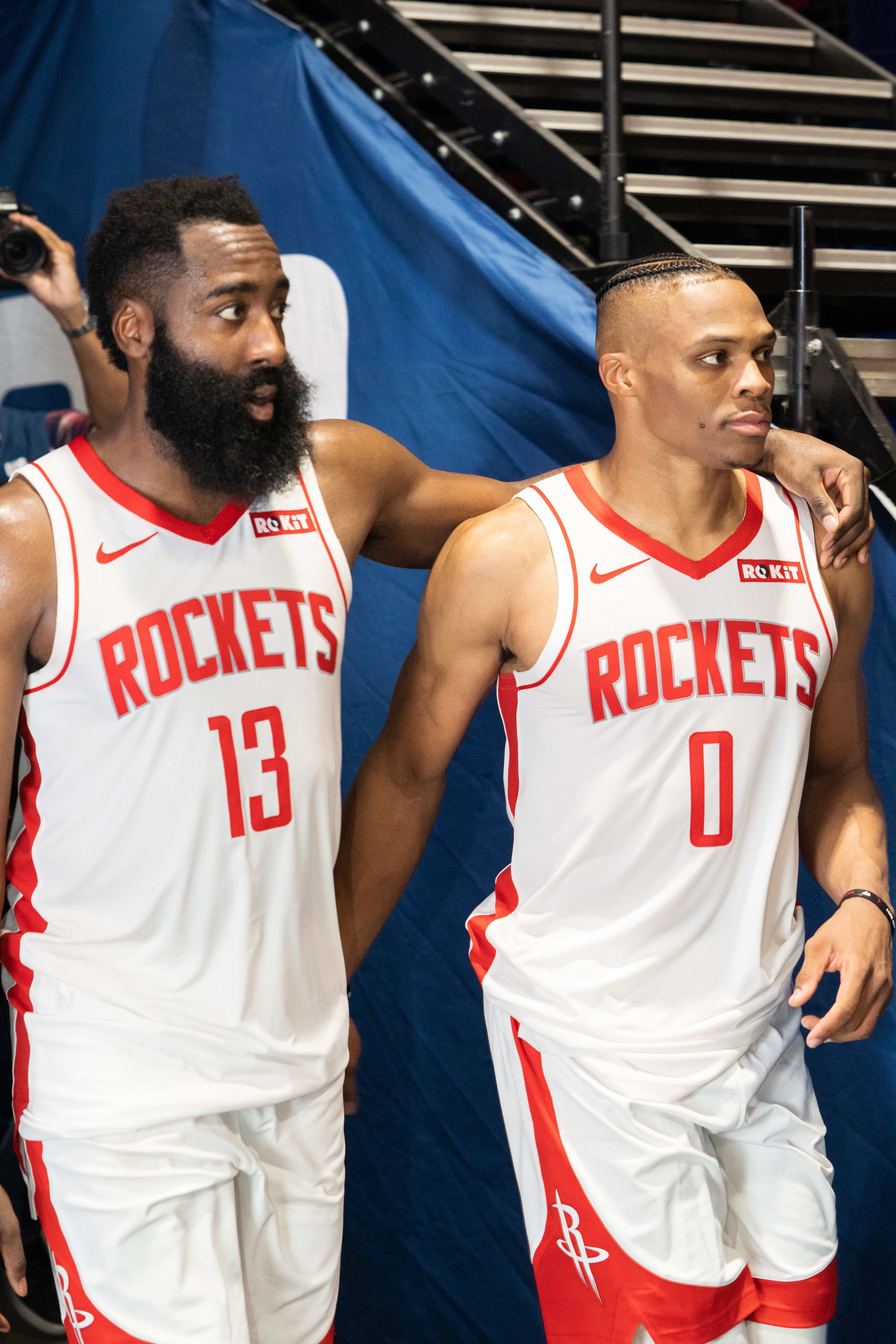
اجتمع وستبروك مع زميله السابق في فريق ثاندر - جيمس هاردن في هيوستن.

### الدوري الأمريكي للمحترفين

#### موسم عادي
| السنة    | الفريق                      | لعب   | بدأ   | دقيقة | ميداني% | ثلاثية | حرة  | ارتداد | صنع   | استلاب | تصدي | نقطة  |
| -------- | --------------------------- | ----- | ----- | ----- | ------- | ------ | ---- | ------ | ----- | ------ | ---- | ----- |
| 2008–09  | أوكلاهوما سيتي [الإنجليزية] | 82*   | 65    | 32.5  | .398    | .271   | .815 | 4.9    | 5.3   | 1.3    | .2   | 15.3  |
| 2009–10  | أوكلاهوما سيتي [الإنجليزية] | 82*   | 82*   | 34.3  | .418    | .221   | .780 | 4.9    | 8.0   | 1.3    | .4   | 16.1  |
| 2010–11  | أوكلاهوما سيتي [الإنجليزية] | 82    | 82*   | 34.7  | .442    | .330   | .842 | 4.6    | 8.2   | 1.9    | .4   | 21.9  |
| 2011–12  | أوكلاهوما سيتي [الإنجليزية] | 66*   | 66*   | 35.3  | .457    | .316   | .823 | 4.6    | 5.5   | 1.7    | .3   | 23.6  |
| 2012–13  | أوكلاهوما سيتي [الإنجليزية] | 82*   | 82*   | 34.9  | .438    | .323   | .800 | 5.2    | 7.4   | 1.8    | .3   | 23.2  |
| 2013–14  | أوكلاهوما سيتي [الإنجليزية] | 46    | 46    | 30.7  | .437    | .318   | .826 | 5.7    | 6.9   | 1.9    | .2   | 21.8  |
| 2014–15  | أوكلاهوما سيتي [الإنجليزية] | 67    | 67    | 34.4  | .426    | .299   | .835 | 7.3    | 8.6   | 2.1    | .2   | 28.1* |
| 2015–16  | أوكلاهوما سيتي [الإنجليزية] | 80    | 80    | 34.4  | .454    | .296   | .812 | 7.8    | 10.4  | 2.0    | .3   | 23.5  |
| 2016–17  | أوكلاهوما سيتي [الإنجليزية] | 81    | 81    | 34.6  | .425    | .343   | .845 | 10.7   | 10.4  | 1.6    | .4   | 31.6* |
| 2017–18  | أوكلاهوما سيتي [الإنجليزية] | 80    | 80    | 36.4  | .449    | .298   | .737 | 10.1   | 10.3* | 1.8    | .3   | 25.4  |
| 2018–19  | أوكلاهوما سيتي [الإنجليزية] | 73    | 73    | 36.0  | .428    | .290   | .656 | 11.1   | 10.7* | 1.9    | .5   | 22.9  |
| 2019–20  | هيوستن [الإنجليزية]         | 57    | 57    | 35.9  | .472    | .258   | .763 | 7.9    | 7.0   | 1.6    | .4   | 27.2  |
| 2020–21  | واشنطن ‏                     | 65    | 65    | 36.4  | .439    | .315   | .656 | 11.5   | 11.7* | 1.4    | .4   | 22.2  |
| 2021–22  | لوس أنجلوس ليكرز            | 78    | 78    | 34.3  | .444    | .298   | .667 | 7.4    | 7.1   | 1.0    | .3   | 18.5  |
| مسيرة    | مسيرة                       | 1,021 | 1,004 | 34.7  | .438    | .305   | .783 | 7.4    | 8.4   | 1.7    | .3   | 22.8  |
| أول-ستار | أول-ستار                    | 9     | 2     | 22.4  | .506    | .338   | .588 | 5.2    | 3.8   | 1.4    | .0   | 21.6  |

#### تصفيات
| السنة | الفريق                      | لعب | بدأ | دقيقة | ميداني% | ثلاثية | حرة  | ارتداد | صنع  | استلاب | تصدي | نقطة |
| ----- | --------------------------- | --- | --- | ----- | ------- | ------ | ---- | ------ | ---- | ------ | ---- | ---- |
| 2010 ‏ | أوكلاهوما سيتي [الإنجليزية] | 6   | 6   | 35.3  | .473    | .417   | .842 | 6.0    | 6.0  | 1.7    | .2   | 20.5 |
| 2011 ‏ | أوكلاهوما سيتي [الإنجليزية] | 17  | 17  | 37.5  | .394    | .292   | .852 | 5.4    | 6.4  | 1.4    | .4   | 23.8 |
| 2012 ‏ | أوكلاهوما سيتي [الإنجليزية] | 20  | 20  | 38.4  | .435    | .277   | .802 | 5.5    | 5.8  | 1.6    | .4   | 23.1 |
| 2013 ‏ | أوكلاهوما سيتي [الإنجليزية] | 2   | 2   | 34.0  | .415    | .222   | .857 | 6.5    | 7.0  | 3.0    | .0   | 24.0 |
| 2014 ‏ | أوكلاهوما سيتي [الإنجليزية] | 19  | 19  | 38.7  | .420    | .280   | .884 | 7.3    | 8.1  | 2.2    | .3   | 26.7 |
| 2016 ‏ | أوكلاهوما سيتي [الإنجليزية] | 18  | 18  | 37.4  | .405    | .324   | .829 | 6.9    | 11.0 | 2.6    | .1   | 26.0 |
| 2017 ‏ | أوكلاهوما سيتي [الإنجليزية] | 5   | 5   | 38.8  | .388    | .265   | .800 | 11.6   | 10.8 | 2.4    | .4   | 37.4 |
| 2018 ‏ | أوكلاهوما سيتي [الإنجليزية] | 6   | 6   | 39.2  | .398    | .357   | .825 | 12.0   | 7.5  | 1.5    | .0   | 29.3 |
| 2019 ‏ | أوكلاهوما سيتي [الإنجليزية] | 5   | 5   | 39.4  | .360    | .324   | .885 | 8.8    | 10.6 | 1.0    | .6   | 22.8 |
| 2020  | هيوستن [الإنجليزية]         | 8   | 8   | 32.8  | .421    | .242   | .532 | 7.0    | 4.6  | 1.5    | .3   | 17.9 |
| 2021  | واشنطن ‏                     | 5   | 5   | 37.2  | .333    | .250   | .791 | 10.4   | 11.8 | .4     | .2   | 19.0 |
| مسيرة | مسيرة                       | 111 | 111 | 37.5  | .408    | .296   | .827 | 7.1    | 7.9  | 1.8    | .3   | 24.6 |

### كلية
| السنة                | الفريق                                              | لعب | بدأ | دقيقة | ميداني% | ثلاثية | حرة  | ارتداد | صنع | استلاب | تصدي | نقطة |
| -------------------- | --------------------------------------------------- | --- | --- | ----- | ------- | ------ | ---- | ------ | --- | ------ | ---- | ---- |
| 2006–07 [الإنجليزية] | بروينز لجامعة كاليفورنيا لكرة السلة للرجال 2006–07 ‏ | 36  | 1   | 9.0   | .457    | .409   | .548 | .8     | .7  | .4     | .0   | 3.4  |
| 2007–08 [الإنجليزية] | بروينز لجامعة كاليفورنيا لكرة السلة للرجال 2007–08 ‏ | 39  | 34  | 33.8  | .465    | .338   | .713 | 3.9    | 4.3 | 1.6    | .2   | 12.7 |
| مسيرة                | مسيرة                                               | 75  | 35  | 21.9  | .464    | .354   | .685 | 2.4    | 2.5 | 1.0    | .1   | 8.3  |

## جوائز وتكريمات

### الدوري الأمريكي للمحترفين
- أفضل لاعب في الدوري الاميركي للمحترفين (2017)
- 9 × إن بي أي أول-ستار (2011–2013، 2015–2020)
- 2 × مباراة أول-ستار اللاعب الأكثر قيمة (2015، 2016)
- 2 × أول-إن بي أي الفريق الأول (2016، 2017)
- 5 × أول-إن بي أي الفريق الثاني (2011–2013، 2015، 2018)
- 2 × أول-إن بي أي الفريق الثالث (2019، 2020)
- 2 × بطل الدوري الأمريكي للمحترفين في إحراز النقاط (2015، 2017)
- 3 × إن بي أي قائد المساعدة (2018، 2019، 2021)
- إن بي أي أول-روكي الفريق الأول (2009)
- فريق إن بي أي الذكرى 75

## مصالح تجارية

### مصادقات
في أكتوبر 2012، وقع وستبروك مع علامة جوردن التجارية. كان أول إعلان تجاري له مع جوردن براند أند تشامبز (Jordan Brand and Champs) حيث يشترى رياضي في المدرسة الثانوية معدات جوردن من تشامبز ويتحول إلى وستبروك ويفوز ببطولة رسمية. في عام 2017، وقع وستبروك على تمديد لمدة 10 سنوات مع جوردن براند التي منحته أكبر إجمالي صفقة مصادقة لأي رياضي برعاية العلامة التجارية.
في نوفمبر 2013، وقع وستبروك مع كينغز أند جاكس بوكسر بريفز (Kings and Jaxs Boxer Briefs). وقال: «لطالما أحببت الموضة، لذا فإن العمل مع كينغز أند جاكس كان مناسبًا بشكل طبيعي لأن كلانا لديه نهج شجاع ومبدع في الأسلوب.» وقع مع بيبسيكو ليصبح الوجه العالمي لماونتن ديو.

### موضة
في عام 2015، تم تعيين وستبروك مديرًا إبداعيًا للتسويق لعلامة بنطال جينز الدينيم التجارية ترو ريليجن. في عام 2016، أطلق ماركة ملابس الشارع للجنسين أونور ذا غِفت (Honor the Gift)،  والتي تشيد بسنوات نشأته في هوثورن ولوس أنجلوس.

### فيلم
ظهر وستبروك لأول مرة في إنتاجه مع تولسا تحترق: مذبحة سباق عام 1921 حول مذبحة سباق تولسا، والتي كانت مستوحاة من وقته في اللعب في أوكلاهوما سيتي. تلقى ثلاثة ترشيحات إيمي برايم تايم في عام 2021. أنتج الفيلم القصير لماذا لا؟ بالتعاون مع جوردن براند. كما أنتج فيلمه الوثائقي الواقعي، شغف اللعب: راسل وستبروك (Passion Play: Russell Westbrook)، والذي ظهر لأول مرة في شوتايم في عام 2021.

## روابط خارجية
- راسل وستبروك على موقع الاتحاد الدولي لكرة السلة (الإنجليزية)
- راسل وستبروك على موقع إن بي أي (الإنجليزية)
- راسل وستبروك على موقع سبورتس رفرنس (الإنجليزية)
- راسل وستبروك على موقع كرة السلة الأوروبية.كوم (الإنجليزية)
- راسل وستبروك على موقع DraftExpress.com (الإنجليزية)
- راسل وستبروك على موقع إي إس بي إن.كوم (الإنجليزية)
- راسل وستبروك على موقع كلية كرة السلة في سبورتس رفرنس.كوم (الإنجليزية)
- راسل وستبروك على موقع ريلجم (الإنجليزية)
- راسل وستبروك على موقع بروبوليرز (الإنجليزية)
- راسل وستبروك على موقع أوليمبيديا (الإنجليزية)